# Día de la evacuación
El día de la evacuación es una fiesta celebrada el 17 de marzo en el Condado de Suffolk, Massachusetts, que incluye las ciudades de Boston, Chelsea, Revere y Winthrop. Se conmemora la evacuación de las fuerzas británicas de la ciudad de Boston el 17 de marzo de 1776, acontecimiento perteneciente al asedio de Boston, el cual, a su vez se engloba en la Guerra de Independencia de los Estados Unidos. Esta fiesta coincide con el Día de San Patricio.

## Antecedentes históricos

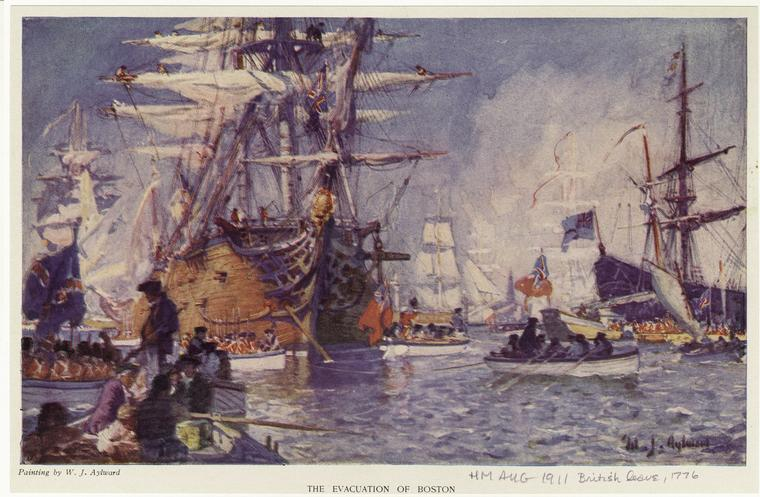
Evacuación de Boston

El asedio de Boston, que duró once meses, terminó cuando la Armada Continental, al mando de George Washington, fortificó Dorchester Heights a comienzos de marzo de 1776, con los cañones capturados en el Fuerte Ticonderoga. El general británico William Howe, viendo que sus tropas y barcos estaban seriamente amenazados por esta fortificación decidió atacarla, pero una tormenta de nieve le hizo desistir. Cuando pasó la tormenta, lo pensó de nuevo, y vio que lo mejor era rendirse.
El 17 de marzo los británicos, junto con más de 1000 lealistas, embarcaban rumbo a Halifax, Nueva Escocia.